# アフリカオオノガン
アフリカオオノガン（学名：Ardeotis kori ）は、ツル目ノガン科オオノガン属に分類される鳥類の1種。世界一重い現生飛翔性鳥類として知られる。

## 分布
アフリカのサバンナ。

## 形質
体高は150センチメートル前後。飛ぶことのできる現生鳥類の中で最も重く、最大で18キログラムほどにもなる。成鳥はその体格ゆえに猛禽類に襲われることがない（※掴んで飛び立てないので、猛禽類は初めから狙わない）。飛んで逃げるので大型肉食性哺乳類もこの鳥を基本的には襲おうとしない。従って、これといった天敵がいない。幼鳥の主な天敵は猛禽類（※地域によって異なるが、ソウゲンワシ、ヨゲンノスリなど）やジャッカルなどである。雌雄ともに喉（のど）の羽の色は全体的に白いが、雄だけは喉元が黒っぽいため、容易に見分けられる（■ギャラリーの画像3・4・5を参照）。
日頃から目にしているマサイ族が「マモラ（意：離れて暮らす者）」と呼ぶように、単独性で、サバンナの中に4キロメートル四方にもなる広大な縄張りを形成する。その体格を支えるため、一日のほとんどを食事に費やす。雑食性で、アカシアの樹脂、草、種、キノコ、昆虫、トカゲ、ネズミなど、実に様々なものを食べるが、体格を保つのに欠かせない特によく食べる物はアカシアの高カロリーな樹脂で、これを摂取することで皮下脂肪の厚さは3センチメートルほどにも達する。暑さを凌ぐためには、喉に空気を頻繁に入れることで体温調整をする。体に付いた寄生虫を取り除くのには砂浴びをする。
繁殖期は雨季で、雄は雌を求めて広いサバンナ地帯を歩き回るようになる。遠くにいる雌に見つけてもらいやすいよう、雄は首を垂直に立て、喉をその部位の白い羽ともどもに大きく膨らませ、内側が白くなっている尾羽も高く跳ね上げて、つまりは前から見ても後ろから見ても白色がよく目立つ姿になって歩く（■ギャラリーの画像の4と5を参照）。また、喉を膨らませて「ドン、ドン」という太鼓のような大きな音を発して、雌に自分の存在を知らせようとする。この音は大きく膨らませた食道の内壁に啼き声を当てることで共鳴させているものと考えられている。この鳥の啼き声には76ヘルツの低周波が最も多く含まれており、遠くまでよく届く。この時期の雄は自分の縄張りから大きく食み出して行動するため、ライバル雄と対峙することが多く、体格と嘴（くちばし）で闘うことになり、時には大きな怪我を負う。
巣は地面に直接作り、産んだ卵は地べたにそのまま転がしている。換言すれば、鳥の巣と呼べるようなものは何も作らない。土を掘って窪みを作ることもなければ、草などの緩衝材も無い。卵は最大径8センチメートルほどと、親の体格からすれば小さく、殻の色は淡い黄土色（■ギャラリーの画像7を参照）。抱卵と子育ては雌の役割で、雄は何もしない。産卵から孵化まではおよそ3週間で、その間、雌は食事の時間を減らしてほとんど一日中抱卵する。産卵前に皮下脂肪を十分に蓄えるため、抱卵中は半ば絶食状態でも耐えられる。炎天下では卵が直射日光に曝されないよう体で隠す。雛は体の色も模様も親とは全く違い、全身の羽の色は黄色がかった地色に波のようにうねった曲線の黒っぽい縞模様が入っており、叢（くさむら）でのカモフラージュ効果（保護色効果）がある。雛がひとり立ちするのには1年ほど掛かる。

## ギャラリー

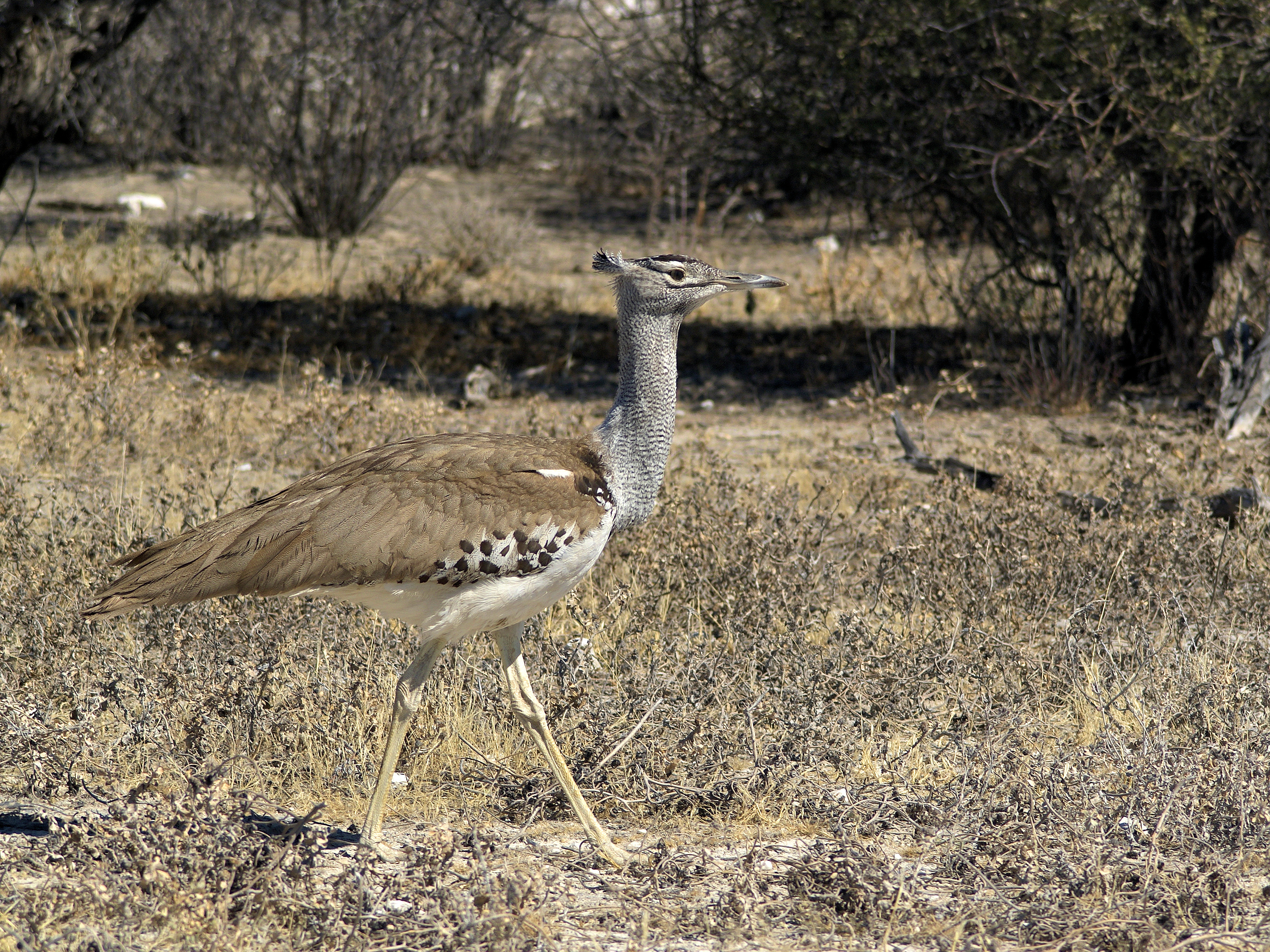
1
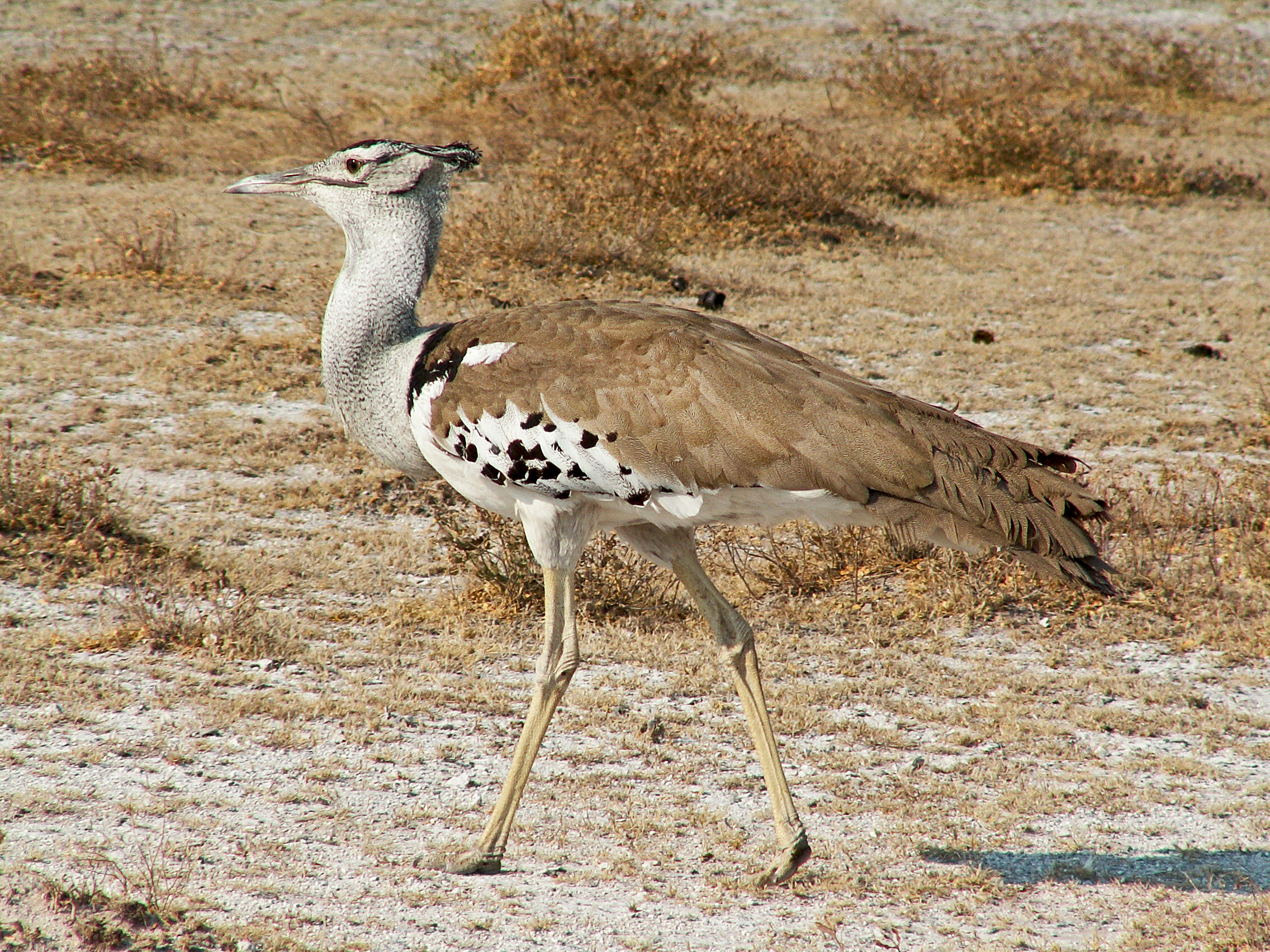
2
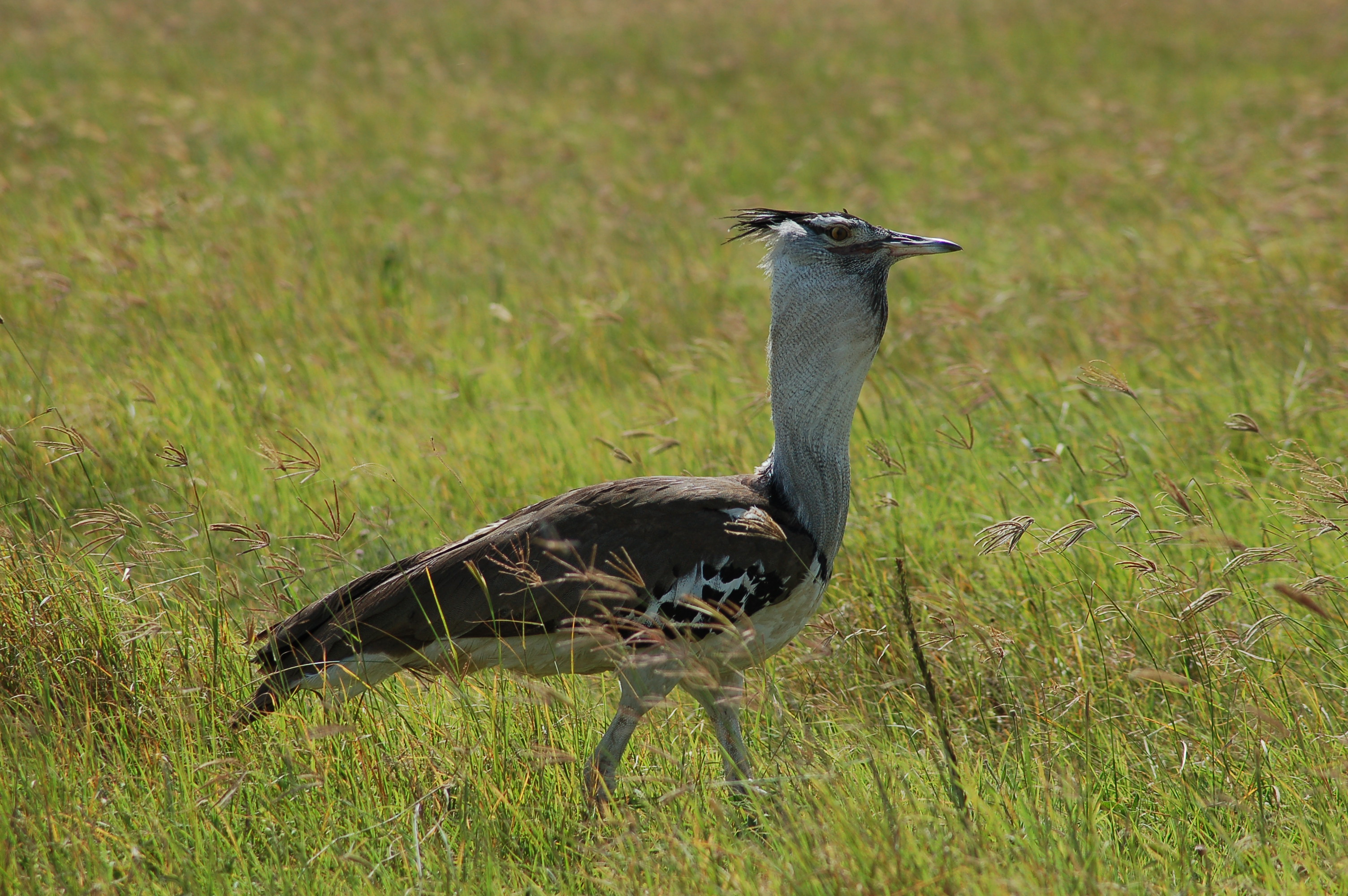
3
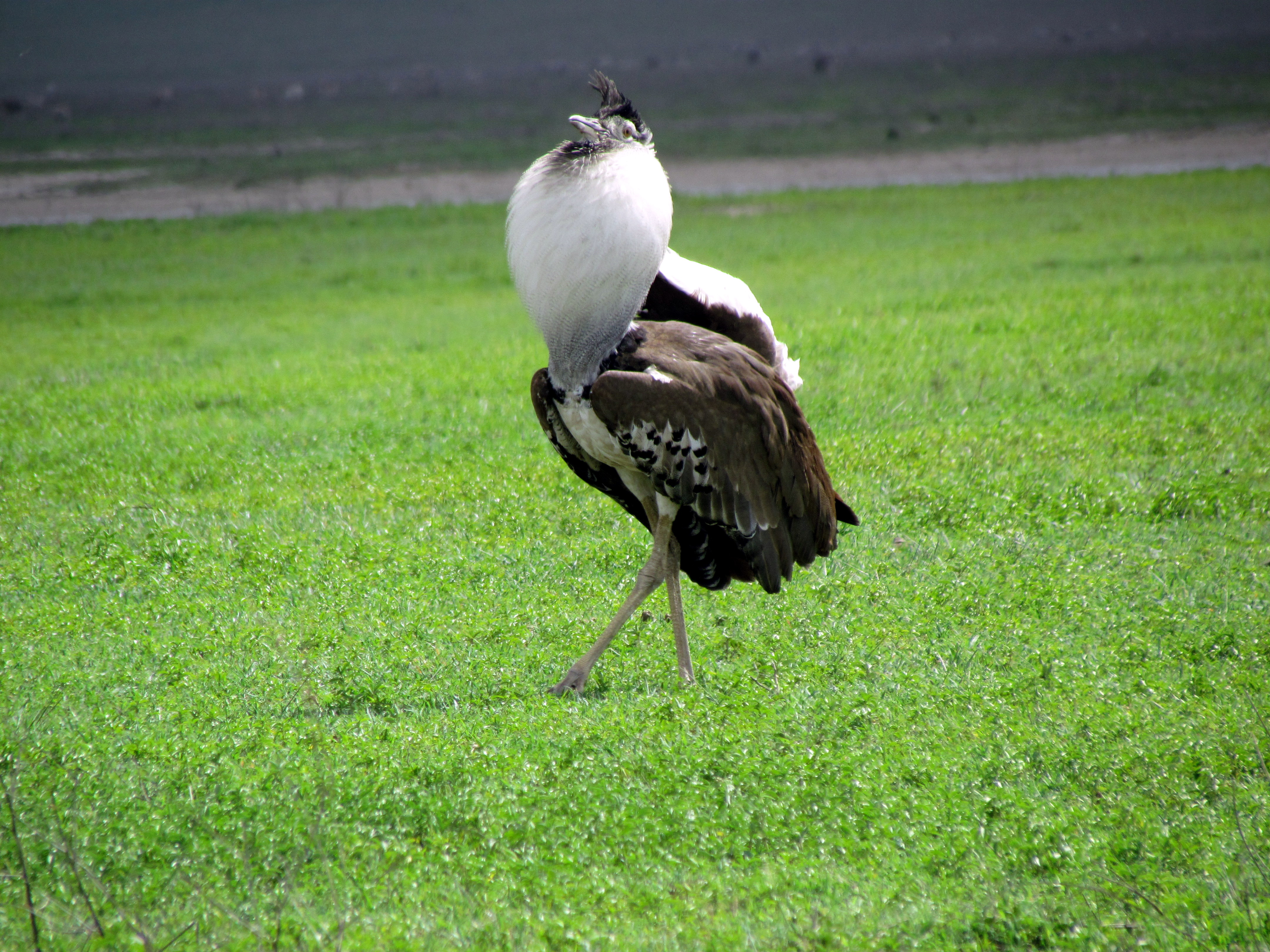
4
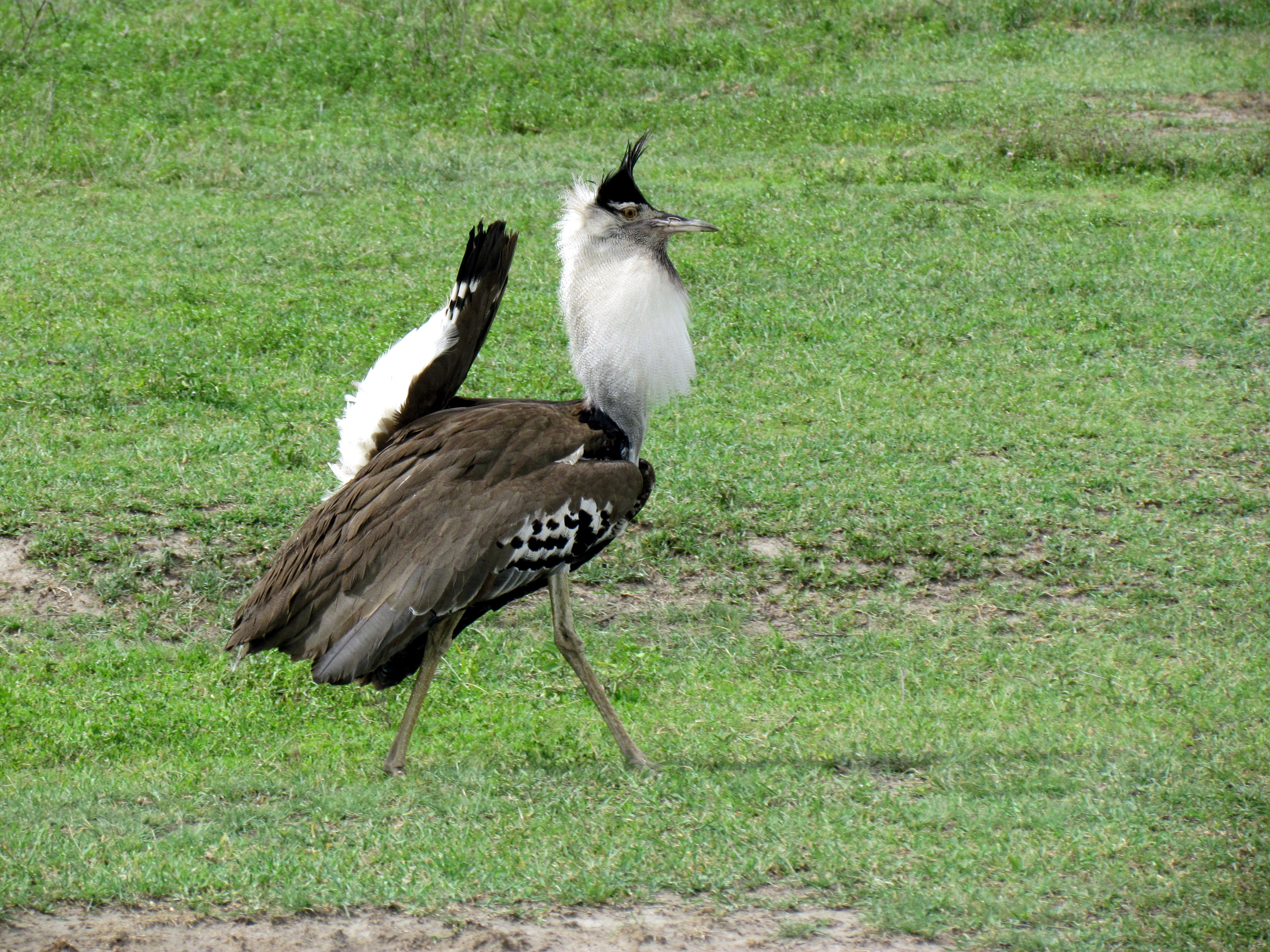
5
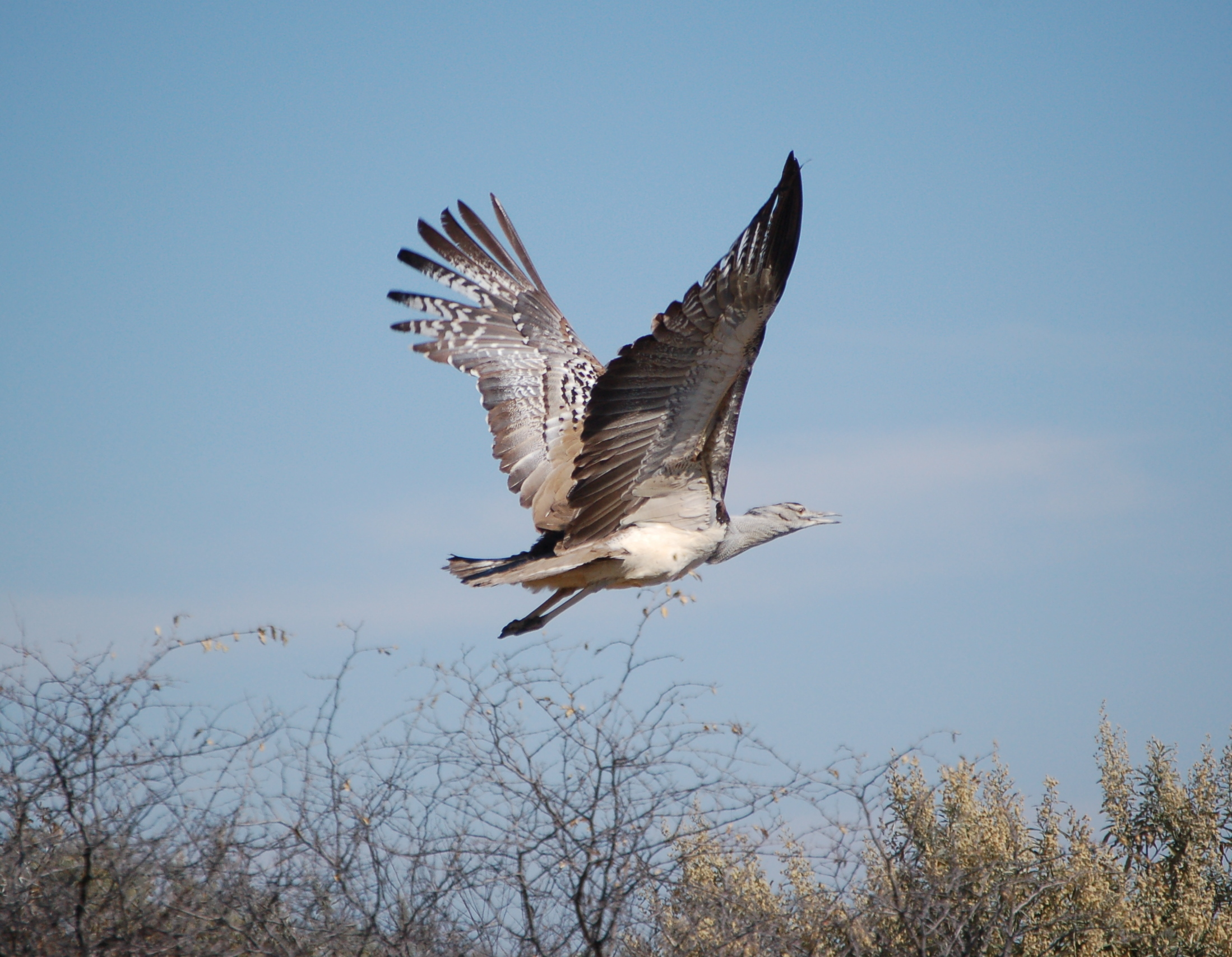
6
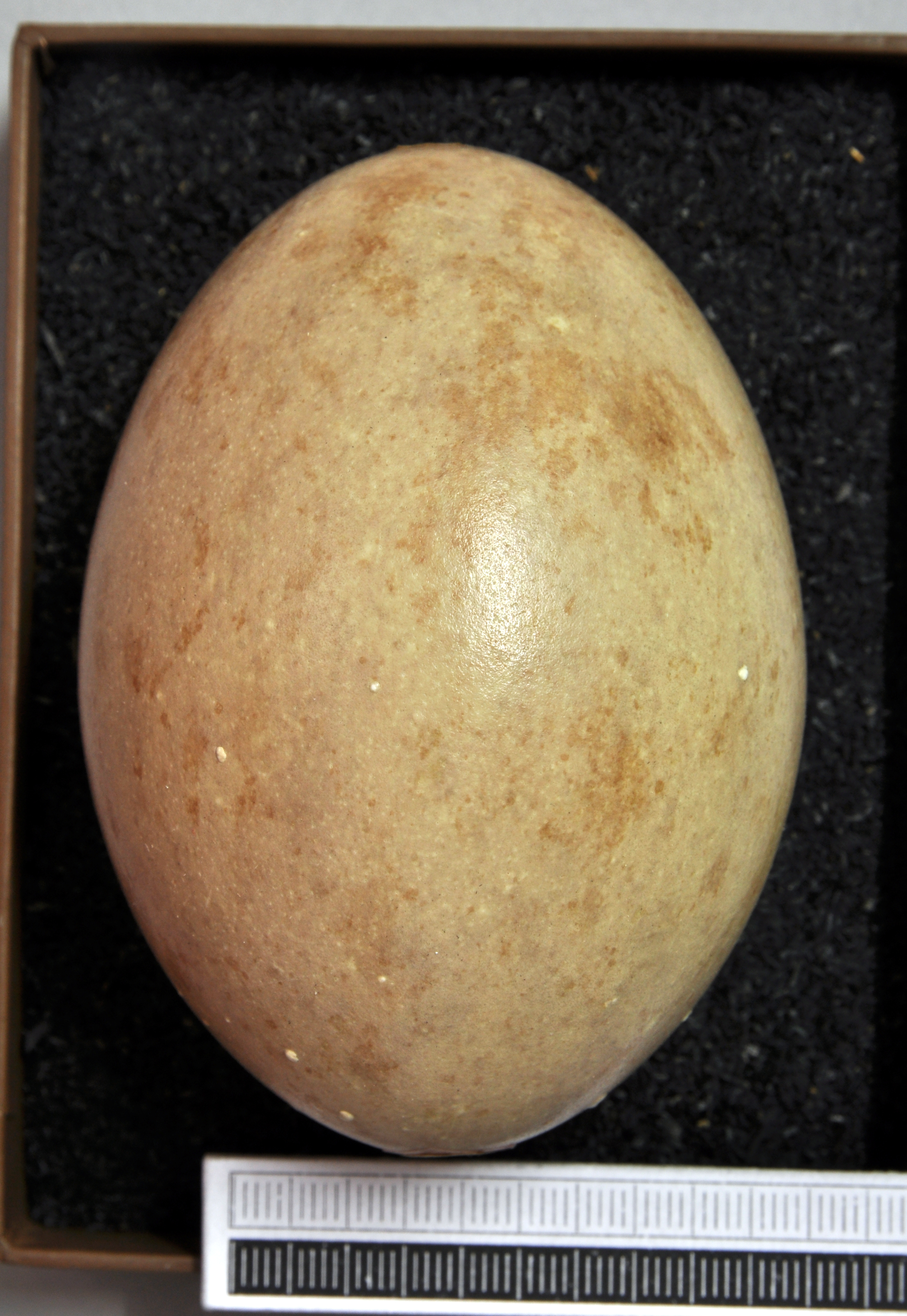
7
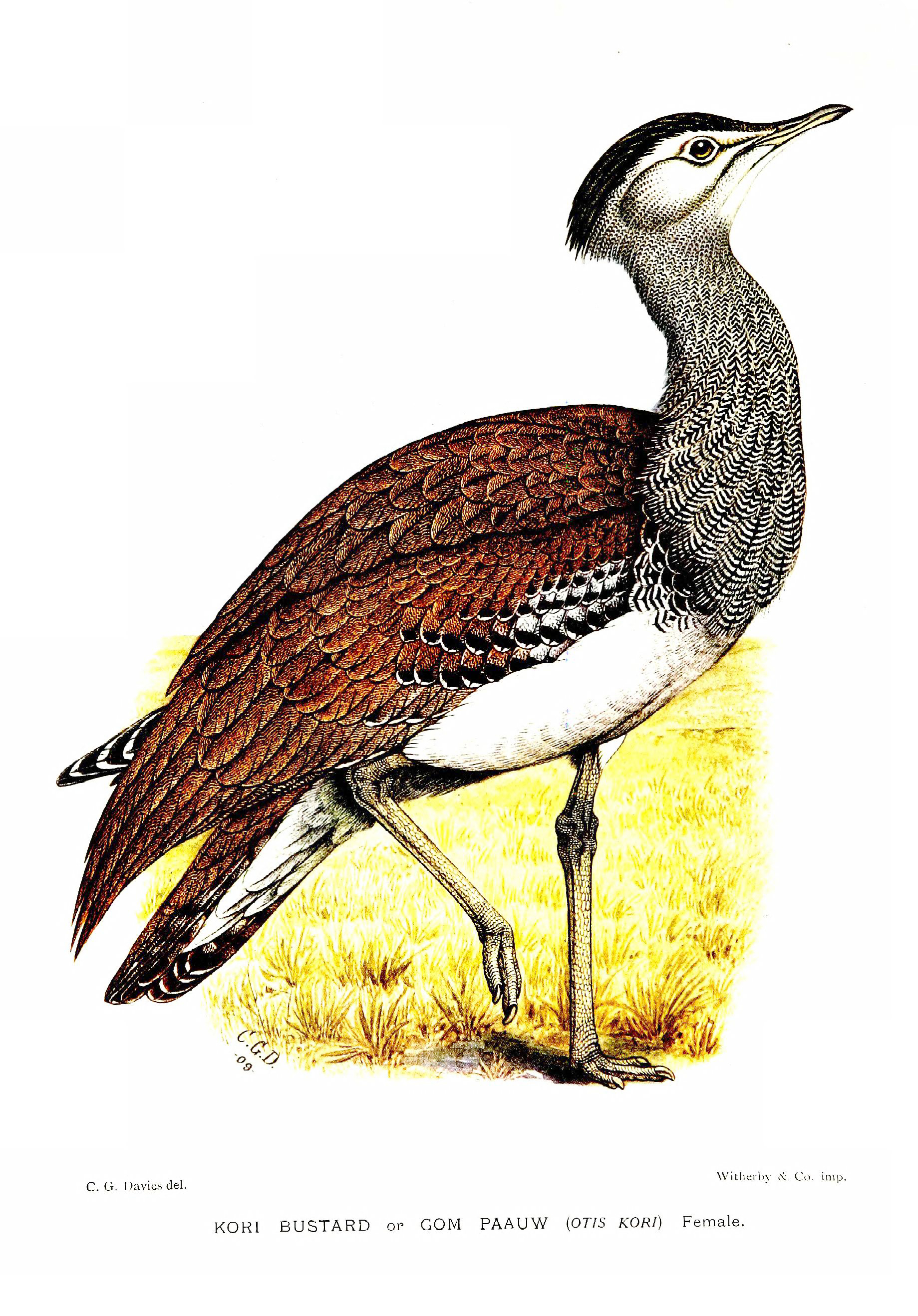
8
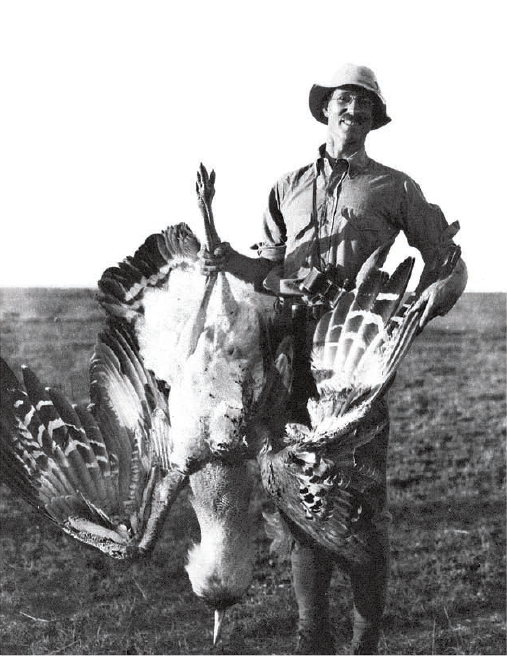
9

- 1.　基本姿勢。首を垂直に伸ばして目線を高く保って歩く雌。
- 2.　少し首を引っ込めている雌。
- 3.　喉を少し膨らませて啼いている雄。
- 4, 5.　繁殖期の雄。白い喉を膨らませ、内側が白くなっている尾羽も跳ね上げている。高い位置で動く白色は、このような開けた場所でも、ある程度背の高い叢の中であっても、遠くからよく見える。
- 6.　飛翔。
- 7.　卵。
- 8.　C・G・フィンチ＝デイヴィーズ（英語版）（イギリス軍人で、鳥類学者にして画家）の手になる、学術論文のための絵。1912年発表。
- 9.　リチャード・マイナーツハーゲン（英語版）（軍人で諜報官、そして鳥類学者）と、狩られた雄。1915年、ケニアはナイロビにて。